# Episodi di Into the Badlands (terza stagione)
La terza e ultima stagione della serie televisiva Into the Badlands, composta da sedici episodi, è stata trasmessa in prima visione assoluta negli Stati Uniti d'America da AMC dal 22 aprile 2018 al 6 maggio 2019.
In Italia, la stagione è andata in onda in prima visione satellitare su MTV, canale a pagamento della piattaforma Sky, dal 28 maggio 2018 al 19 maggio 2019.
| nº | Titolo originale               | Titolo italiano                     | Prima TV USA   | Prima TV Italia |
| -- | ------------------------------ | ----------------------------------- | -------------- | --------------- |
| 1  | Enter the Phoenix              | Unitevi alla fenice                 | 22 aprile 2018 | 28 maggio 2018  |
| 2  | Moon Rises, Raven Seeks        | La luna sorge, il corvo cerca       | 29 aprile 2018 | 4 giugno 2018   |
| 3  | Leopard Snares Rabbit          | Il leopardo cattura il coniglio     | 6 maggio 2018  | 11 giugno 2018  |
| 4  | Blind Cannibal Assassins       | Ciechi assassini cannibali          | 13 maggio 2018 | 18 giugno 2018  |
| 5  | Carry Tiger to Mountain        | Porta la tigre alla montagna        | 20 maggio 2018 | 25 giugno 2018  |
| 6  | Black Wind Howls               | Black Wind Howls                    | 3 giugno 2018  | 2 luglio 2018   |
| 7  | Dragonfly's Last Dance         | L'ultimo ballo della libellula      | 10 giugno 2018 | 9 luglio 2018   |
| 8  | Leopard Catches Cloud          | Il leopardo cattura la nuvola       | 17 giugno 2018 | 16 luglio 2018  |
| 9  | Chamber of the Scorpion        | La camera dello scorpione           | 24 marzo 2019  | 31 marzo 2019   |
| 10 | Raven's Feather, Phoenix Blood | Piuma di corvo, sangue di fenice    | 25 marzo 2019  | 7 aprile 2019   |
| 11 | The Boar and the Butterfly     | Il cinghiale e la farfalla          | 1º aprile 2019 | 14 aprile 2019  |
| 12 | Cobra Fang, Panther Claw       | Zanna di cobra, artiglio di pantera | 8 aprile 2019  | 21 aprile 2019  |
| 13 | Black Lotus, White Rose        | Loto nero, rosa bianca              | 15 aprile 2019 | 28 aprile 2019  |
| 14 | Curse of the Red Rain          | La maledizione della pioggia rossa  | 22 aprile 2019 | 5 maggio 2019   |
| 15 | Requiem for the Fallen         | Requiem per i caduti                | 29 aprile 2019 | 12 maggio 2019  |
| 16 | Seven Strike as One            | Sette colpiscono come uno solo      | 6 maggio 2019  | 19 maggio 2019  |